# Scaphisoma besucheti
Espèce
Scaphisoma besucheti est une espèce de coléoptères de la famille des Staphylinidae et de la sous-famille des Scaphidiinae.

## Répartition et habitat
Cette espèce est décrite du Sri Lanka, mais également connue d'Inde et du Népal.

## Étymologie
Cette espèce est nommée en l'honneur de Claude Besuchet.